# SRI International

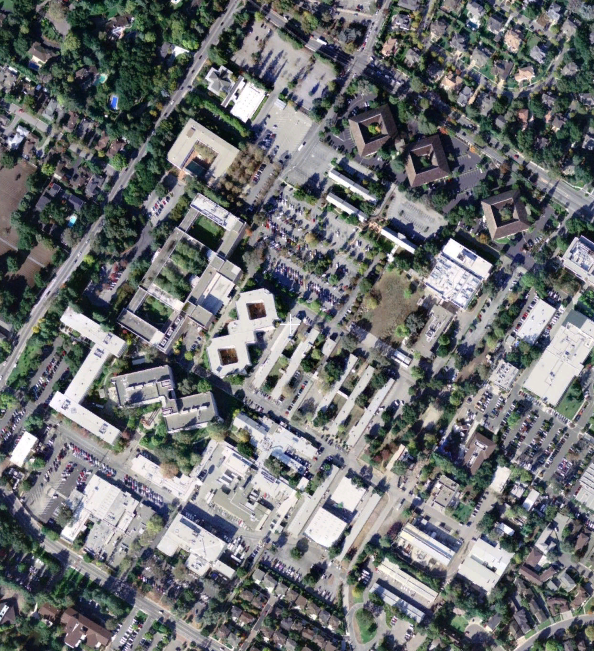
Foto de satèl·lit del campus de SRI International a Menlo Park, Califòrnia

SRI International és una empresa dels Estats Units, amb seu central a Menlo Park (Califòrnia). Porta la recerca en diferents dominis científics i tecnològics per al govern dels Estats Units i diverses empreses privades. El nom complet de SRI International és Stanford Research Institute, ja que depèn de la Universitat Stanford. Entre altres assoliments dins del SRI, Douglas Engelbart, inventà l'entorn gràfic i el ratolí dels ordinadors l'any 1968. Aquests invents han estat represos per Xerox PARC i després Apple Macintosh.